# Nós, Voz, Eles
Nós, Voz, Eles (estilizado como Nós VOZ Eles) é o terceiro álbum de estúdio da cantora e compositora brasileira Sandy, lançado  em 23 de novembro de 2018 através da Universal Music. Com produção de Lucas Lima, o projeto apresenta oito colaborações: Maria Gadú, Lucas Lima, Mateus Asato, Anavitória,  Thiaguinho, Melim, Xororó e Iza.
As canções incluídas no projeto foram lançadas individualmente e precedidas por seu respectivo episódio, que faz parte da websérie Nós, Voz, Eles, onde é mostrado o processo de concepção das canções. Após o lançamento individual das canções, que ocorreu entre 23 de agosto e 18 de novembro, o álbum foi lançado nas plataformas digitais em 23 de novembro de 2018, incluindo as oito colaborações. Todas as faixas receberam um vídeo musical, gravados dentro do próprio estúdio de Sandy. Em dezembro de 2018, um DVD homônimo contendo os videoclipes musicais e os episódios da websérie foi lançado. O álbum também foi lançado em versão física no mesmo mês.
Nós, Voz, Eles apresenta uma sonoridade principalmente influenciada pelo pop e o folk, mas também incorpora elementos de gêneros como blues, soul e jazz. A crítica descreveu o projeto como uma evolução de Sandy como compositora e disse que ele foi eficiente em conectá-la "com colegas de outras gerações".
Uma parceria com o músico Lucas Lima, "Areia" foi lançada como o primeiro single do álbum em agosto de 2018. A colaboração com o duo Anavitória, "Pra Me Refazer", foi lançada como segundo single em setembro.
No final de 2024, Sandy anunciou o lançamento de todos os seus álbuns de estúdio em vinil, atendendo a um pedido frequente de seus fãs. Esse lançamento marca a primeira vez que sua discografia será disponibilizada nesse formato.

## Antecedentes
Após ser convidada a integrar a bancada de jurados do reality show musical Superstar, da Rede Globo, no início de 2015, Sandy sentiu vontade de voltar aos palcos após um período de pausa em sua carreira, depois do nascimento de seu primeiro filho em junho de 2014. Ela, no entanto, ainda não tinha lançado nenhum material inédito na época. Antes do Superstar, Sandy estava trabalhando em seu terceiro álbum de estúdio, porém, acabou cancelando o projeto e lançou um álbum ao vivo, Meu Canto (2016), que possui cinco canções inéditas. A turnê Meu Canto, onde ela reproduziu o mesmo show do registro ao vivo, estendeu-se de maio de 2016 a dezembro de 2017. Após encerrar a turnê, ela anunciou que daria início à produção de seu próximo álbum no início de 2018.

## Produção
No dia 30 de junho de 2018, Sandy publicou em seu perfil no Instagram uma foto de diversos instrumentos musicais com a legenda "Munição." Produzido por Lucas Lima, Nós, Voz, Eles apresenta oito colaborações: Maria Gadú, Lucas Lima, Mateus Asato, Anavitória, Thiaguinho, Melim, Xororó e Iza. Sandy explicou as escolhas dizendo: 
"[São] artistas que admiro, cada um no seu estilo e tempo de carreira. Alguns já faziam parte da minha vida. Outros, chegaram há pouco e já me conquistaram. [...] Esse projeto surgiu de uma vontade de fazer uma coisa diferente, mas fiel a quem eu sou como artista. Gosto de trabalhar com quem eu gosto de verdade."
Para mostrar o processo de criação das músicas desse álbum, foi produzida uma websérie homônima de oito episódios, um para cada artista convidado. A websérie, publicada no canal de Sandy no YouTube e produzida pela Gogacine, apresenta cenas externas dos encontros e principalmente momentos dentro do estúdio de gravação, que fica  na casa de Sandy e Lucas, em Campinas. O primeiro episódio foi o de Maria Gadú, com a canção "No Escuro", seguida por Lucas Lima, com "Areia". Para a liberação dos episódios seguintes, foi estipulado um intervalo de 15 dias entre cada lançamento. Após o episódio, a canção respectiva era lançada três dias depois nas plataformas digitais. Sandy explicou essa estratégia dizendo, "Está bem dentro da realidade de hoje, da internet, de gerar conteúdo o tempo inteiro. Nunca tinha conseguido me encaixar nessa realidade antes [...] Fui evoluindo nesse sentido da divulgação de acordo com meu tempo, estou aqui em 2018, não sou totalmente alheia, mas não sou muito das redes sociais". As canções também ganharam um vídeo musical, todos gravados dentro do estúdio, sendo que Sandy escolheu os detalhes do cenário da gravação e também as poltronas onde os convidados sentaram para cantar. Um site foi lançado especialmente para o projeto, onde os fãs puderam acompanhar todos os lançamentos numa linha do tempo e se cadastrarem para receber notificações.
Sandy começou a lançar material majoritariamente autoral desde o início de sua carreira solo e afirmou que Nós, Voz, Eles marcou uma fase em que começou a se sentir "mais apropriada de [sua] música. Hoje coloco muito mais a mão em tudo, desde a composição, concepção, até a finalização, opino em tudo. Me sinto mais à vontade, segura do meu trabalho, do que eu faço."

### Estrutura musical e letras
Um dos primeiros lançamentos do projeto, "Areia" é uma balada folk e foi comparada a outros lançamentos de Sandy, enquanto "No Escuro" difere de seu repertório usual e explora elementos do jazz misturados a um "sopro de soul e um toque de blues" no arranjo. Diferentemente das outras faixas do álbum, a balada "Grito Mudo" não é uma colaboração vocal e apresenta apenas a voz de Sandy acompanhada pela guitarra de Mateus Asato. "Pra Me Refazer" foi descrita como uma "balada triste formatada em estilo clássico" e utiliza de piano e cordas em seu arranjo. "Um Dia Bom, Um Dia Besta" é uma balada "suave" que mistura elementos do pop e do folk. "Eu Pra Você" segue a mesma fórmula e apresenta uma sonoridade influenciada pelo pop e o folk. Única faixa não inédita do álbum, "Meu Disfarce" é uma regravação da canção original lançada por Chitãozinho & Xororó em 1987. "Eu Só Preciso Ser" fala sobre empoderamento feminino e foi descrita por Sandy como uma mistura de pop, funk, soul e blues.

## Recepção da crítica
| Críticas profissionais | Críticas profissionais |
| Avaliações da crítica  | Avaliações da crítica  |
| Fonte                  | Avaliação              |
| ---------------------- | ---------------------- |
| G1                     | [ 28 ]                 |
| Jornal do Commercio    | Favorável              |

Escrevendo para o G1, Mauro Ferreira elogiou o projeto e a evolução de Sandy dizendo, "Justiça seja feita: Sandy procurou sair da zona de conforto no terceiro álbum de estúdio, Nós, Voz, Eles. Mesmo sem ter conseguido virar completamente o disco, essa moça está diferente. [O projeto] tem o mérito de conectar a artista com colegas de outras gerações, alguns de estilo distinto da linha folk adotada pela cantora e compositora [em carreira solo] [...] Sandy e Lucas Lima assinam (em dupla e/ou com parceiros) sete das oito músicas e mostram evolução como compositores. Justiça seja feita novamente: a produção de Lucas Lima é elegante [...] Enfim, Sandy cresce no álbum Nós, Voz, Eles. Quem tem ouvidos limpos do preconceito contra a artista há de escutar e detectar o progresso da cantora e compositora." Robson Gomes, do Jornal do Commercio, destacou "Grito Mudo" como uma das melhores faixas do álbum e disse que "[...] Sandy não precisa mais de "atenção" e "aprovação" para provar que pode se reinventar musicalmente [...] as parcerias que abrilhantam o álbum foram bem pensadas e só corroboram o fato de que este disco, enfim, "conjuga" bem em todas as pessoas."

## Lista de faixas
| N.º | Título                                                  | Compositor(es)                                        | Duração |  |
| 1.  | "No Escuro" (participação de Maria Gadú)                | Sandy Leah Lucas Lima [ 25 ]                          | 2:56    |  |
| 2.  | "Areia" (participação de Lucas Lima)                    | Mike Tulio Ana Caetano Leah Lima Guto Oliveira [ 25 ] | 3:43    |  |
| 3.  | "Grito Mudo" (participação de Mateus Asato)             | Leah Lima Daniel Lopes [ 25 ]                         | 3:03    |  |
| 4.  | "Pra Me Refazer" (participação de Anavitória)           | Caetano Vitória Falcão Deco Martins Leah Lima [ 25 ]  | 3:35    |  |
| 5.  | "Um Dia Bom, Um Dia Besta" (participação de Thiaguinho) | Leah Lima Juninho Bill [ 25 ]                         | 3:05    |  |
| 6.  | "Eu Pra Você" (participação de Melim)                   | Leah Lima [ 25 ]                                      | 3:18    |  |
| 7.  | "Meu Disfarce" (participação de Xororó)                 | Chico Roque Carlos Colla [ 25 ]                       | 4:01    |  |
| 8.  | "Eu Só Preciso Ser" (participação de Iza)               | Leah Lima [ 30 ]                                      | 3:05    |  |

## DVD
Os videoclipes musicais e a websérie foram incluídos num DVD homônimo, lançado em 14 de dezembro de 2018. O DVD contém os oito videoclipes das canções do álbum e seus respectivos episódios, que fazem parte da websérie homônima, publicada no canal de Sandy no YouTube. O projeto foi dirigido por Douglas Aguillar e sua produtora Gogacine. A websérie apresenta cenas externas dos encontros que Sandy teve com os artistas convidados, e principalmente momentos dentro do estúdio de gravação, que fica na casa de Sandy e seu marido, o produtor musical Lucas Lima, em Campinas. No dia 21 de dezembro, a Rede Bandeirantes exibiu uma edição especial do projeto no horário das 22h.

### Lista de faixas
| Videoclipes musicais |                                             |         |  |
| N.º                  | Título                                      | Duração |  |
| 1.                   | "No Escuro" (com Maria Gadú)                | 2:55    |  |
| 2.                   | "Areia" (com Lucas Lima)                    | 3:42    |  |
| 3.                   | "Grito Mudo" (com Mateus Asato)             | 3:03    |  |
| 4.                   | "Pra Me Refazer" (com Anavitória)           | 3:32    |  |
| 5.                   | "Um Dia Bom, Um Dia Besta" (com Thiaguinho) | 3:05    |  |
| 6.                   | "Eu Pra Você" (com Melim)                   | 3:16    |  |
| 7.                   | "Meu Disfarce" (com Xororó)                 | 4:00    |  |
| 8.                   | "Eu Só Preciso Ser" (com Iza)               | 3:02    |  |

| Episódios da websérie |                            |         |  |
| N.º                   | Título                     | Duração |  |
| 1.                    | "No Escuro"                | 11:30   |  |
| 2.                    | "Areia"                    | 14:34   |  |
| 3.                    | "Grito Mudo"               | 14:09   |  |
| 4.                    | "Pra Me Refazer"           | 14:57   |  |
| 5.                    | "Um Dia Bom, Um Dia Besta" | 16:38   |  |
| 6.                    | "Eu Pra Você"              | 11:52   |  |
| 7.                    | "Meu Disfarce"             | 18:14   |  |
| 8.                    | "Eu Só Preciso Ser"        | 16:59   |  |

## Turnê
A turnê Nós, Voz, Eles teve início em agosto de 2018. Sandy quis trazer para o palco um cenário que refletisse seu estúdio particular, mostrado na websérie que apresenta o processo de concepção das canções do álbum. No cenário, há uma poltrona, cortinas vermelhas e um telão de led, projetando vídeos e a aparição dos convidados do projeto.